# Grafika a multimédia v Qt
Qt framework v dnešní době představuje komplexní aplikační vývojový framework, který za relativně dlouhou dobu svého vývoje (téměř 21 let) vyrostl do podoby univerzálního nástroje umožňujícího tvorbu sofistikovaných multiplatformních aplikací. Ve své původní podobě to byl pouze tzv. widget toolkit neboli knihovna pro tvorbu grafických uživatelských rozhraní (GUI). Postupně však během vývoje přibývaly funkce a moduly pro podporu multimédií, databází, sítí, webových technologií a mnoho dalších komponent.
Z Qt frameworku se tak stala ucelená vývojářská platforma na jejímž základě lze postavit téměř libovolnou aplikaci, která bude nativně multiplatformní. Navíc při vývoji většinou není potřeba využívat téměř žádné externí knihovny, protože velká většina potřebné bázové funkcionality je už integrována do samotného Qt frameworku. Velkou výhodou je pak to, že pro aplikaci vystačíte pouze s jedinou sadou zdrojových kódu, které stačí pro nasazení na libovolnou další podporovanou platformu pouze jednoduše překompilovat.
Tento článek se však nezabývá celým Qt, které pouze stručně představuje, ale zaměřuje se pouze na možnosti grafiky a multimédií v tomto frameworku.

## Historie Qt frameworku
Vývoj Qt frameworku započal přibližně v roce 1991, kdy jej jeho dva hlavní vývojáři (Haavard Nord a Eirik Chambe-Eng) začali samostatně vyvíjet. První veřejně dostupná verze se pak objevila až v květnu 1995. Původní myšlenky na vytvoření multiplatformního toolkitu pro tvorbu GUI však pocházejí už z roku 1988 a 1990 tedy z dob studií obou jeho hlavních autorů na Norwegian Institute of Technology v Trondheimu.
Poznámka: Zajímavostí ohledně počátku vývoje Qt frameworku je, že tento vývoj sponzorovaly manželky dvou hlavních vývojářů, protože oba zmínění pánové v té době ještě neměli žádné jiné příjmy, kterými by se v té době zajistili. Vskutku se tedy jednalo o originální a unikátní vývojový model.
Původní vývoj tedy zastřešovali pouze dva vývojáři, kteří po relativním úspěchu svého produktu založili společnost Quasar Technologies později Trolltech. Trolltech zajišťoval vývoj Qt od roku 1995 do roku 2008. Poté technologii Qt odkoupila společnost Nokia, která se o jeho vývoj starala až do podzimu 2012. V současné době vývoj spravuje společnost Digia, která Qt zakoupila od Nokie. Digia však není ve vývoji Qt tak úplně nováčkem, protože k němu už předtím několik let poskytovala komerční podporu, vývoj a školení. V poslední době se dokonce starala o prodej komerčních licencí než celou technologii převzala kompletně.

## Podporované platformy
V současné době jsou podporovány tři majoritní desktopové platformy v podobě Microsoft Windows, Apple Mac OS X a UNIX/Linux-like systémy. Kromě nich však Qt podporuje i embedded platformy a mobilní zařízení (Symbian, embedded Linux, …). V blízké budoucnosti (příchod finální verze Qt 5) se chystá také oficiální podpora Android OS, Apple iOS, BlackBerry a QNX.

## Podporované programovací jazyky
Nativním jazykem tohoto frameworku je jazyk C++, který je ovšem rozšířen o možnosti jako je introspekce, podpora mechanismu Signálu & Slotu a několik dalších vylepšení, které usnadňují a urychlují vývoj především aplikací s grafickým uživatelským rozhraním. Dalším nativně podporovaným jazykem je jazyk QML (Qt Markup/Modeling Language) což je v podstatě obdoba webového CSS pomocí kterého ve spolupráci s JavaScriptem lze jednoduše naskriptovat GUI aplikace a jádro poté pro větší efektivitu výsledného kódu napsat v jazyce C++. Kromě těchto dvou nativních možností ještě pro Qt existuje mnoho jazykových vazeb (anglicky language bindings), kde mezi nejvýznamnější patří například podpora pro Python, Ruby, Javu.

## Licence a možnosti vývoje
Qt framework je nabízen ve třech možných licenčních modelech. Nejprve je zde klasická licence, kdy si zakoupíte komerční licenci a můžete vyvíjet své aplikace i modifikovat samotný Qt framework bez jakékoli povinnosti zveřejňovat své kódy či platit nějaké licenční poplatky z prodaných aplikací. Poté je zde možnost možnost využít licence GPL (General Public Licence), kdy je možné zdarma nekomerčně vyvíjet, ale je nutné zveřejnit všechny zdrojové kódy vytvořené aplikace. Třetím typem licence je LGPL (Lesser GPL), která umožňuje uzavřený komerční vývoj aplikací, kdy vývojář je povinen zveřejnit pouze změny, které provedl v kódu samotného Qt frameworku.

## Moduly Qt frameworku
Celý framework je postaven na objektových konceptech a je velmi modulární, to v praxi znamená, že svůj projekt zkompilujete pouze s moduly, které využijete a nemusíte s aplikací přibalovat neužitečný kód. V základu se Qt framework skládá z následujících modulů:
- QtCore – jádro Qt a jeho základní nevizuální komponenty
- QtGui – bázový modul všech vizuálních prvků GUI tzv. widgetů
- QtMultimedia – nízkoúrovňová podpora pro multimédia
- QtNetwork – síťová podpora
- QtOpenGL – spolupráce s knihovnou OpenGL
- QtScript – možnost aplikačního skriptování
- QtSql – podpora práce s databázemi
- QtSvg – podpora vektorového grafického formátu SVG
- QtWebKit – jádro webového prohlížeče WebKit (práce s webem)
- QtXml – podpora technologie XML
- QtDeclarative – jádro a rozhraní pro spolupráci nativního kódu s deklarativním QML
- Phonon – komplexní multimediální framework
- a několik dalších..

## Rastrové 2D kreslení pomocí systému Arthur
Rastrové kreslení v Qt je v principu obdobné kreslení pomocí standardních Win32 API funkcí respektive grafickému modulu GDI (Graphics Device Interface), kde se pracuje s nejrůznějšími pery, výplňovými štětci a doplňkovými nástroji které modifikují určitý rastr. V systému Arthur je tento přístup zapouzdřen pomocí třech typů tříd. Vystupuje zde třída QPainter (malíř/kreslíř) která umožňuje vlastní kreslení na základě sekvenčních pokynů programátora. Poté je zde přítomno kreslící jádro QPaintEngine které přímo implementuje kreslící metody a abstrahuje QPainter od specifického kreslícího zařízení. Nakonec třída QPaintDevice zapouzdřuje samotné kreslící zařízení na které se bude vykreslovat.
Uživatel typicky přijde do styku pouze se třídami QPainter a QPaintDevice. Na určité kreslící zařízení je totiž třeba inicializovat QPainter a pak už pomocí něj pouze kreslit. Kreslí se v principu jako byste kreslili perem nebo obdobným nástrojem na papír či jiné médium. Tedy řekněme, že nakreslíte čtverec, poté trojúhelník atd. a ve výsledku z toho vznikne například dům. Abyste si vytvořili praktickou představu, podívejte se na ukázku níže. Díky obecnému principu lze takto kreslit na nejrůznější kreslící zařízení zahrnující vlastní widgety (QWidget), rastrové obrázky (QPixmap) a dokonce i tisknout (jako kreslící zařízení se využije třída QPrinter). Tímto systémem pak lze většinou kreslit pouze v kreslící události paintEvent() jednotlivých prvků, výjimkou je zde ale například tisk nebo renderování do rastru které lze provádět téměř v libovolné funkci či metodě.
```
void
 
VlastniWidget::paintEvent
(
QPaintEvent
 
*
udalost
)
 

{
 

  
QPainter
 
painter
(
this
);
 
// instance QPainteru pro kreslení na vlastní widget 

  
painter
.
setRenderHint
(
QPainter
::
Antialiasing
);
 
// s vyhlazováním 

  
painter
.
setFont
(
QFont
(
"Arial"
,
 
13
,
 
QFont
::
Normal
,
 
true
));
 
// typ a styl písma

  
// vykreslení textu

  
painter
.
drawText
(
10
,
 
10
,
 
QString
::
fromUtf8
(
"Můj dům:"
));

  
// nastaveni stylu pera

  
painter
.
setPen
(
QPen
(
QBrush
(
Qt
::
darkGreen
),
 
6
,
 
Qt
::
SolidLine
,
 
Qt
::
RoundCap
,
 
Qt
::
RoundJoin
));
 

  
painter
.
drawRect
(
QRect
(
1
,
 
10
,
 
5
,
 
4
));
 
// vykreslení obdélníku

  
painter
.
setPen
(
Qt
::
black
);
 
painter
.
setPen
(
Qt
::
DotLine
);

  
for
 
(
int
 
i
 
=
 
0
;
 
(
i
 
<
 
pocet_pi
 
-
 
1
);
 
i
++
)
 
{
 
painter
.
drawLine
(
pi
[
i
],
 
pi
[
i
 
+
 
1
]);
 
}
 
}

  
// vykreslení čáry

  
painter
.
drawLine
(
px
,
 
py
);
 
// atd..

  
udalost
->
accept
();

}

```

Mezi kreslícími instrukcemi je k dispozici velké množství metod od těch elementárních pro kreslení čar (drawLine()), obdélníku (drawRect()) nebo elips (drawEllipse()) až po metody pro kreslení komplexnějších tvarů (drawPath()). Jako parametry jednotlivých entit lze kompletně nastavit jejich obrys (setPen()) a vyplň (setBrush()). Protože vykreslování pracuje stavově, jsou dané atributy aplikovány na další entity dokud nejsou jejich hodnoty přepsány jiným nastavením tedy voláním metody typu set*().
Při rastrovém kreslení se také hodí uchovávat si různé datové struktury typu bod (QPoint/F), čára (QLine/F), obdélník (QRect/F) či QPainterPath (obecná cesta) a QPainterPathStroker (parametry obecné cesty) apod. pro které Qt nabízí své vestavěné datové struktury. Postfix /F pak znamená, že například třída QRect představující parametry obdélníka existuje i ve variantě QRectF, která takovéto parametry uchovává v desetinné reprezentaci.

## Vektorové 2D kreslení pomocí modulu Graphics View Framework
Qt nabízí kromě rastrového kreslícího mechanismu také pokročilejší modelování 2D scény na základě vzoru model/pohled. V tomto případě nepracujete s kreslícími nástroji a rastrem ale s modelem scény, jejími entitami a pohledem či pohledy na takovouto scénu. Díky tomu, že dané entity scény vystupují samostatně a relativně nezávisle, je zde možnost selekce a interakce s prvky takovéto scény díky zabudovanému výběrovému a notifikačnímu mechanismu (ten je založen na implementaci BSP stromu).
Princip práce s Graphics View Frameworkem je obecně takový, že si nejprve vytvoříte grafickou scénu (QGraphicsScene), která bude představovat model. Do této scény přidáte požadované entity (QGraphicsItem) jako jsou čáry (QGraphicsLineItem), obdélníky (QGraphicsRectItem), obrázky (QGraphicsPixmapItem a QGraphicsSvgItem) nebo vlastní komplexnější entity odvozené například ze třídy QGraphicsItem. A nakonec pouze vytvoříte pohled (QGraphicsView) který bude sloužit k vizualizaci daného výseku scény. Pohled je tedy obyčejný widget představující jakési plátno, které zobrazuje specifický výřez modelu scény. Pohledů může být samozřejmě i více a můžete takto sledovat současně více lokací ve scéně.
Z výše uvedeného je vidět, že se se scénou pracuje v principu vektorově, kdy máme k dispozici matematický popis scény (seznam entit s parametry) a nové entity zadáváme pouze parametricky, tedy neřešíme jak je vykreslit. Pokud se změní měřítko scény, entity se automatický přeškálují a jsou opět vykresleny v maximální možné kvalitě. Zde zmiňme dvě výjimky. Neomezeně a bezchybně nelze škálovat pouze obrázky typu QGraphicsPixmapItem, což plyne z jejich diskrétní povahy. A pak u vlastních entit je třeba napsat jejich vykreslovací metodu (realizovanou přes QPainter) tak, aby brala v potaz možnou změnu rozměrů dané entity vyvolanou změnou měřítka scény respektive jejího pohledu.
Při vlastní práci s entitami a scénou je třeba myslet na vztahy různých souřadnicových systému a ty dle potřeby přemapovat. V základu je obecné schéma těchto vztahů následující: entita → rodičovská entita → scéna → pohled a zpět. K přemapování slouží metody s prefixem mapFrom/To*(). Vzhledem k obecné reprezentaci entit scény jsou pak umožněny efekty jako animace jednotlivých entit a jejich pokročilejší transformace, aplikace grafických efektů (rozmazání, vržený stín, …) apod. Díky zabudované podpoře mechanismu Signálu & Slotu lze takto komunikovat mezi jednotlivými entitami ale i mezi klasickými widgety a prvky scény, což velmi zjednodušuje například psaní grafických aplikací, kdy nemusíme provádět vlastní přepočty z kurzoru na entity a složitě využívat různých callbacků (ukazatelů na funkce) pro komunikaci apod.
```
// vytvoření scény

scena
 
=
 
new
 
QGraphicsScene
;
                   
// vytvoření modelu scény 

scena
->
setSceneRect
(
QRectF
(
0
,
 
0
,
 
200
,
 
200
));
  
// nastavení velikosti 

scena
->
setBackgroundBrush
(
QBrush
(
Qt
::
white
));
 
// barva pozadí

// instalace pohledu

pohled
 
=
 
new
 
QGraphicsView
(
scena
);
 
// vytvoření pohledu 

pohled
->
setRenderHints
(
QPainter
::
Antialiasing
 
|
 
QPainter
::
TextAntialiasing
);

pohled
->
setDragMode
(
QGraphicsView
::
RubberBandDrag
);
 
// povolení výběru oramováním

// přidání entit

scena
.
addItem
(
new
 
GraphicsLineItem
(
10
,
 
10
));

// stejně pro další entity..

```

## OpenGL v Qt (3D grafika v Qt I.)
Grafická knihovna OpenGL je dnes v podstatě standardem na poli otevřených grafických akcelerovaných knihoven pro 2D i 3D grafiku, která umožňuje efektivní nízkoúrovňové vykreslení s využitím dostupného grafického hardware. V Qt je tato knihovna integrována a podporována hned třemi možnými způsoby využití. V základu je umožněno akcelerovat kreslení pomocí painteru, poté lze využít urychlení vykreslování grafické scény do QGraphicsView a nakonec lze vytvořit vlastní widget, který bude představovat kreslící plochu OpenGL jež bude kompletně vykreslena s využitím této knihovny.
Nejjednodušším příkladem použití je tedy zmíněné využití přes QPainter, kdy například v kreslící události zavoláte metodu beginNativePainting() a poté můžete volat standardní kreslící funkce OpenGL. Toto kreslení je však třeba nakonec ukončit voláním endNativePainting().
```
void
 
VlastniWidget::paintEvent
(
QPaintEvent
 
*
udalost
)
 

{
 

  
QPainter
 
painter
(
this
);
 
// instance QPainteru pro kreslení na vlastní widget 

  
painter
.
setRenderHint
(
QPainter
::
Antialiasing
);
 
// s vyhlazováním 

  
painter
.
setFont
(
QFont
(
"Arial"
,
 
13
,
 
QFont
::
Normal
,
 
true
));
 
// typ a styl písma

  
painter
.
beginNativePainting
();

    
// vlastní OpenGL kód..

  
painter
.
endNativePainting
();

  
// standardní neakcelerované vykreslení čáry

  
painter
.
drawLine
(
px
,
 
py
);
 
// atd..

  
udalost
->
accept
();

}

```

Dalším příkladem využití OpenGL je akcelerace vykreslování pohledu do grafické scény. U této techniky se jedná pouze o to, že vytvoříte výchozí QGLWidget a přesměrujete do něho vykreslování celé scény respektive jejího konkrétního pohledu. Jednoduše řečeno: plátno pohledu bude vykreslováno pomocí OpenGL. Ukázkový kód pak demonstruje provedení tohoto přepnutí.
```
pohled
 
=
 
new
 
QGraphicsView
(
scena
);
 
// vytvoření a inicializace pohledu

QGLWidget
 
*
glWidget
 
=
 
new
 
QGLWidget
(
QGLFormat
(
QGL
::
SampleBuffers
));
 
// widget OpenGL 

pohled
->
setViewport
(
glWidget
);
 
// přepnutí kreslení na OpenGL rendering

pohled
->
setRenderHints
(
QPainter
::
Antialiasing
 
|
 
QPainter
::
TextAntialiasing
);

// ...

```

Poslední a možná nejzajímavější možností využití OpenGL v Qt frameworku je tvorba vlastního widgetu na jehož plochu se bude vykreslovat čistě pomocí této knihovny. Samozřejmě lze i tento postup kombinovat s painterem v události paintEvent(). Vlastní OpenGL widget stačí odvodit z třídy QGLWidget z ukázky výše a reimplementovat tři její metody. Nejprve metody initializeGL() pro inicializaci OpenGL, poté resizeGL() pro aktualizaci parametrů vykreslování při změně velikosti viewportu a nakonec samotnou metodu paintGL() pro vlastní kreslení. Kostru takovéhoto využití představuje ukázka níže.
```
class
 
VlastniGLWidget
:
 
public
 
QGLWidget
 

{
 
Q_OBJECT

  
public
:
 

    
VlastniGLWidget
(
QWidget
 
*
rodic
 
=
 
0
);

  
protected
:

    
// esenciální metody pro práci s OpenGL

    
void
 
initializeGL
();
 

    
void
 
resizeGL
(
int
 
sirka
,
 
int
 
vyska
);
 

    
void
 
paintGL
();

    
// ošetření událostí

    
void
 
mousePressEvent
(
QMouseEvent
 
*
udalost
);
 

    
void
 
mouseMoveEvent
(
QMouseEvent
 
*
udalost
);
 

    
void
 
mouseDoubleClickEvent
(
QMouseEvent
 
*
udalost
);

  
private
:
 

    
// privátní proměnné a členské metody..

};

```

```
void
 
VlastniGLWidget::initializeGL
()

{

  
qglClearColor
(
Qt
::
green
);

  
glShadeModel
(
GL_FLAT
);
 
// stínování

  
glEnable
(
GL_DEPTH_TEST
);
 
// hloubkový test

  
glEnable
(
GL_CULL_FACE
);
 
// zahazování odvrácených polygonů

  
// a další parametry.. 

}

void
 
VlastniGLWidget::resizeGL
(
int
 
sirka
,
 
int
 
vyska
)

{

  
glViewport
(
0
,
 
0
,
 
vyska
,
 
sirka
);
 

  
glMatrixMode
(
GL_PROJECTION
);
 

  

  
glLoadIdentity
();
 

  
GLfloat
 
x
 
=
 
GLfloat
(
sirka
)
 
/
 
vyska
;
 

  
glFrustum
(
-
x
,
 
+
x
,
 
-1.0
,
 
+
1.0
,
 
5.0
,
 
20.0
);
 

  
glMatrixMode
(
GL_MODELVIEW
);

  
// plus vlastní kód..

}

void
 
VlastniGLWidget::paintGL
()

{

  
// smazání původního obsahu

  
glClear
(
GL_COLOR_BUFFER_BIT
 
|
 
GL_DEPTH_BUFFER_BIT
);
 

  

  
// vlastní kreslící metoda s příkazy OpenGL

  
neco_nakresli
();

}

// reimplementace handlerů událostí a další kód..

```

V souvislosti s OpenGL lze ještě zmínit možnost přepnutí vykreslování klasických aplikací pomocí této knihovny. To v praxi znamená, že místo softwarového QPainteru se využije pro jejich vykreslení OpenGL. Toto chování u téměř jakékoli Qt aplikace lze dosáhnout předáním parametru nazev_aplikace -graphicssystem opengl při spouštění aplikace přes konzoli nebo zástupce. Tato možnost je však spíše experimentální. Pro přepnutí zpět na softwarové vykreslování pak slouží komplementární příkaz nazev_aplikace -graphicssystem raster.

## Modul Qt3D (3D grafika v Qt II.)
Qt3D je nový modul pro práci s trojrozměrnou grafikou. Jedná se de facto o jakousi skromnější obdobu OpenSceneGraphu pro Qt, tedy o jakýsi nízkoúrovňový multiplatformní engine založený na OpenGL ke kterému tvoří vrstvu vyšší úrovně se kterou se pohodlněji pracuje. Jeho implicitní integrace se plánuje do Qt verze 5, která v brzké době vyjde. Zatím je však dostupný jako doplněk v QtLabs. Tento modul umožňuje rendering, správu (grafu) scény a jejich zdrojů (pole objektů, vertex buffery, geometrie, materiály atd.), práci s shadery a další činnosti. Do budoucna se chystá například podpora stereoskopie a dalších pokročilejších technologií.
Qt3D obsahuje nativně podporu jak pro jazyk C++ tak i pro nové QML, což v praxi znamená, že 3D aplikace lze i jednoduše skriptovat aniž byste museli psát nativní kód. Jako doplněk Qt3D je k dispozici aplikace Qt 3D Asset Viewer pro vizuální konfiguraci 3D modelů, ta bude v budoucnu zřejmě integrována přímo do prostředí Qt Creator. Pro představu jak se s Qt3D pracuje jsou níže uvedeny dvě oficiální ukázky, jedna pro C++ a ta stejná realizovaná přes QML.
```
// header:

#ifndef CUBEVIEW_H 

#define CUBEVIEW_H

#include
 
"qglview.h"
 

#include
 
"qgltexture2d.h"

class
 
QGLSceneNode
;

class
 
CubeView
:
 
public
 
QGLView
 

{
 
Q_OBJECT

  
public
:
 

    
CubeView
(
QWidget
 
*
parent
 
=
 
0
);
 

    
~
CubeView
();

  
protected
:
 

    
void
 
paintGL
(
QGLPainter
 
*
painter
);

  
private
:
 

    
QGLSceneNode
 
*
cube
;
 

    
QGLTexture2D
 
logo
;
 

 
};

#endif

// source:

#include
 
"cubeview.h"
 

#include
 
"qglbuilder.h"
 

#include
 
"qglcube.h"

CubeView
::
CubeView
(
QWidget
 
*
parent
)
 
:
 
QGLView
(
parent
)
 

{
 

  
QGLBuilder
 
builder
;
 

  
builder
 
<<
 
QGL
::
Faceted
;
 

  
builder
 
<<
 
QGLCube
();

  
cube
 
=
 
builder
.
finalizedSceneNode
();
 

 
logo
.
setImage
(
QImage
(
QLatin1String
(
":/qtlogo.png"
)));
 

}

CubeView
::~
CubeView
()
 

{
 
delete
 
cube
;
 
}
 

void
 
CubeView
::
paintGL
(
QGLPainter
 
*
painter
)
 

{
 

  
painter
->
setStandardEffect
(
QGL
::
LitDecalTexture2D
);
 

  
painter
->
setFaceColor
(
QGL
::
AllFaces
,
 
QColor
(
170
,
 
202
,
 
0
));
 

  
logo
.
bind
();

  
painter
->
modelViewMatrix
().
rotate
(
45.0f
,
 
1.0f
,
 
1.0f
,
 
1.0f
);
 

  
cube
->
draw
(
painter
);
 

}

```

To samé v QML:
```
import
 
QtQuick
 
1.0
 

import
 
Qt3D
 
1.0
 

import
 
Qt3D
.
Shapes
 
1.0

Viewport

{
 
width
:
 
640
;
 
height
:
 
480

  
Cube

  
{
 
scale
:
 
1.5

   
transform
:

      
Rotation3D

      
{
 
angle
:
 
45
 

        
axis
:
 
Qt
.
vector3d
(
1
,
 
1
,
 
1
)
 
}

    
effect
:

      
Effect

      
{
 
color
:
 
"#aaca00"
 

        
texture
:
 
"qtlogo.png"
 

        
decal
:
 
true
 
}
 
}
 

}

```

## Deklarativní tvorba 2D a 3D uživatelských rozhraní v jazyce QML
Je to obdoba tvorby rozhraní na webu pomocí CSS a JavaScriptu, která nabízí možnost konstrukce 2D i 3D dynamických uživatelských rozhraní a výstupů. Obecně se tato technologie v Qt frameworku nazývá QtQuick. QtQuick je framework, který je součástí Qt frameworku od verze 4.7. Byl vyvinut hlavně pro použití na mobilních zařízeních a práce v něm je rychlejší a jednodušší než při použití nativního C++.
QtQuick zahrnuje jazyk QML (Qt Markup/Modeling Language), modul QtDeclarative a QML Viewer. QML je deklarativní jazyk, který umožňuje deklarovat elementy následujícím způsobem:
```
Rectangle

{
 
id
:
 
button
 

  
...

  
property
 
color
 
buttonColor
:
 
"lightblue"
 

  
property
 
color
 
onHoverColor
:
 
"gold"
 

  
property
 
color
 
borderColor
:
 
"white"

  
signal
 
buttonClick
()
 

  
onButtonClick
:

  
{
 
console
.
log
(
buttonLabel
.
text
 
+
 
" clicked"
 
)
 
}
 

   
MouseArea
{

  
{
 
onClicked
:
 
buttonClick
()
 

    
hoverEnabled
:
 
true
 

    
onEntered
:
 
parent
.
border
.
color
 
=
 
onHoverColor
 

    
onExited
:
  
parent
.
border
.
color
 
=
 
borderColor
 
}

    
// determines the color of the button by using the conditional operator 

    
color
:
 
buttonMouseArea
.
pressed
 
?
 
Qt
.
darker
(
buttonColor
,
 
1.5
)
 
:
 
buttonColor
 

}

```

K definici chování elementů je použit JavaScript, pro začlenění do Qt aplikace se pak využije widget QDeclarativeView do kterého se pouze načte obsah definovaný v QML. QML a QDeclarativeView je vystavěno nad standardními Qt třídami a lze tedy použít mechanismus Signálu & Slotu pro zasílání zpráv a využít dalších vlastností meta-object systému. V QML pak lze přistupovat k nativním datům z jazyka C++ a naopak QML objekty jsou přístupné z C++ kódu. QtQuick se tedy využívá hlavně pro definici vzhledu jednotlivých prvků uživatelského rozhraní, zatímco pro ostatní logiku a hlavně jádro aplikace se kvůli výpočetní efektivitě používá backend napsaný v jazyce C++.

## Třída QSound (základní možnosti zvuku v Qt)
QSound poskytuje základní možnosti asynchronního přehrávání zvuku. Jeho hlavní výhodou je jednoduchost použití – přehrání zvuku lze zapsat na jednom řádku viz ukázka. Nevýhodou jsou naopak jeho velmi omezené možnosti. Tato třída nabízí pouze spuštění zvuku, jeho zastavení, nastavení počtu opakování a kontrolu, zda už přehrávání skončilo. Navíc při použití na linuxových systémech vyžaduje dodatečnou instalaci Network Audio System (NAS) a NAS development packages.
```
QSound
::
play
(
"sound.wav"
);

```

## Modul QtMultimedia
Další možností přehrávání zvuku (a videa) je využití modulu QtMultimedia. Oproti QSound poskytuje mnohem více možností a dává větší kontrolu nad přehráváním zvuků. Lze například zjistit čas přehrávání, zaslat signál po určité době přehrávání, pozastavení přehrávání atd. Nevýhodou může být obtížnější programový zápis, protože modul je poměrně nízkoúrovňový. Pro přehrání zvuku je potřeba nastavit jeho formát (vzorkovací frekvenci, kodek, počet kanálů, …). Podobné rozhraní je dostupné také pro nahrávání vstupního audia.
```
QFile
 
inputFile
;
     
// class member. 

QAudioOutput
*
 
audio
;
 
// class member.

inputFile
.
setFileName
(
"/tmp/test.raw"
);
 

inputFile
.
open
(
QIODevice
::
ReadOnly
);

// set up the format

QAudioFormat
 
format
;
 

format
.
setFrequency
(
8000
);
 

format
.
setChannels
(
1
);
 

format
.
setSampleSize
(
8
);
 

format
.
setCodec
(
"audio/pcm"
);
 

format
.
setByteOrder
(
QAudioFormat
::
LittleEndian
);
 

format
.
setSampleType
(
QAudioFormat
::
UnSignedInt
);

QAudioDeviceInfo
 
info
(
QAudioDeviceInfo
::
defaultOutputDevice
());
 

if
 
(
!
info
.
isFormatSupported
(
format
))

{
 
qWarning
()
<<
"raw audio format not supported by backend, cannot play audio."
;
 

  
return
;
 
}

audio
 
=
 
new
 
QAudioOutput
(
format
,
 
this
);
 

connect
(
audio
,
 
SIGNAL
(
stateChanged
(
QAudio
::
State
)),
 
SLOT
(
finishedPlaying
(
QAudio
::
State
)));
 

audio
->
start
(
&
inputFile
);

```

Tento modul umožňuje také práci s videem, například s jeho jednotlivými snímky, streamem snímků a také prezentaci jednotlivých snímků (tedy přehrávání videa).

## Modul Phonon (pokročilejší možnosti multimédií v Qt)
Phonon byl původně vyvinut pro KDE a později se stal součástí Qt. V porovnání s výše uvedenými moduly nabízí nejvíce možností pro přehrávání zvuku a videa. Nekomunikuje přímo s hardware, ale je to API nad multimediálními enginy (backendy) (DirectShow, GSreamer, xine, …). S tím souvisí například podpora různých formátů audia a videa, která je závislá právě na použitém backendu a může se na různých systémech lišit.

Práce s tímto modulem je založena na třech základních entitách (konceptech):
- media object – zapouzdřuje zdroj (například hudební soubor), řídí přehrávání a umožňuje spuštění, zastavení či pozastavení přehrávání
- sink – je jakýsi funkční objekt, který zaopatřuje například renderování videa či transfer zvuku na zvukovou kartu; dále může sloužit k nastavení hlasitosti, u videa může třeba upravovat jas či rozměry
- paths – spojuje objekty (media objekty a sinky) do výsledného mediálního grafu

Phonon dále nabízí také pokročilé možnosti práce se zvukem, například seekování, prolínání zvukových stop nebo nastavovaní hlasitosti. Jeho součástí je třída MediaController, která umožňuje pracovat například s kapitolami, nabídkami a nebo tituly u VOB souborů. Modul také umožňuje přepínání mezi audio zařízeními jako jsou sluchátka či reproduktory.
Doplňkovou entitou tohoto frameworku jsou tzv. processors, což jsou uzly, které se vkládají do grafu mezi media object a sink a umožňují aplikovat na audio nebo video různé efekty.
Ne vždy je ale nutné vytvářet graf ručně. Například pro přehrání audia lze použít funkci createPlayer(), která sestaví graf za nás a vrátí media object. Graf je spuštěn voláním funkce play() viz následující kód:
```
Phonon
::
MediaObject
 
*
music
 
=
 

  
Phonon
::
createPlayer
(
Phonon
::
MusicCategory
,
 
Phonon
::
MediaSource
(
"/path/mysong.wav"
));
 

music
->
play
();

```

Obdobně lze přehrát i video:
```
 

Phonon
::
VideoPlayer
 
*
player
 
=
 
new
 
Phonon
::
VideoPlayer
(
Phonon
::
VideoCategory
,
 
parentWidget
);
 

player
->
play
(
url
);

```

Pokud soubor obsahuje jak video tak audio stopu, graf bude obsahovat dva výstupní uzly.
V případě, že nám ale nestačí základní nabízené možnosti, můžeme si sestrojit graf vlastní. Do takového grafu můžeme například vkládat různé efekty upravující audio nebo video stream. Efekt je aktivován vložením do grafu a deaktivován odebráním.
Následující kód ukazuje vytvoření grafu pro přehrávání audia a videa..
```
Phonon
::
MediaObject
 
*
mediaObject
 
=
 
new
 
Phonon
::
MediaObject
(
this
);

Phonon
::
VideoWidget
 
*
videoWidget
 
=
 
new
 
Phonon
::
VideoWidget
(
this
);
 

Phonon
::
createPath
(
mediaObject
,
 
videoWidget
);

Phonon
::
AudioOutput
 
*
audioOutput
 
=
 
new
 
Phonon
::
AudioOutput
(
Phonon
::
VideoCategory
,
 
this
);
 

Phonon
::
Path
 
path
 
=
 
Phonon
::
createPath
(
mediaObject
,
 
audioOutput
);
 

Do
 
grafu
 
můžeme
 
vložit
 
efekt
 
následujícím
 
způsobem
:
 

Phonon
::
Effect
 
*
effect
 
=
 
new
 
Phonon
::
Effect
(
 

  
Phonon
::
BackendCapabilities
::
availableAudioEffects
()[
0
],
 
this
);
 

path
.
insertEffect
(
effect
);

```

Ve výše uvedeném kódu máme následující uzly:
- mediaObject – určí jaká data požadují uzly k němu připojené, a podle toho jim pošle požadovaný stream ze vstupního souboru
- audioOutput – posílá audio na zvukovou kartu
- videoWidget – kromě toho, že se jedná o uzel v grafu, je to také widget na který se vykresluje video stream. Zařízení pro přehrání videa je vybráno automaticky (například DirectShow pro Windows)